# Вітко Олександр Вікторович
Олекса́ндр Ві́кторович Вітко́ (рос. Александр Викторович Витко, нар.13 вересня 1961, Вітебськ, Білоруська РСР, СРСР) — російський адмірал білоруського походження, колишній командувач Чорноморського флоту Росії (15 квітня 2013 — 14 травня 2018). 13 травня 2023 року за скоєння низки злочинів на території АР Крим заочно засуджений до 15 років позбавлення волі.

## Життєпис
Народився 13 вересня 1961 року у Вітебську (нині — Республіка Білорусь).
У 1984 році закінчив Чорноморське вище військово-морське училище імені П. С. Нахімова і був призначеним для проходження служби на Тихоокеанський флот, де служив на різних командних посадах на надводних кораблях — від помічника командира ракетного катера до командувача військ і сил на Північному Сході РФ.
У 1984—1986 роках був помічником командира-командиром ракетно-артилерійської бойової частини ракетного катера.
З 1986 по 1988 рік проходив службу командиром ракетного катера.
У 1989 році закінчив Вищі спеціальні офіцерські класи ВМФ.
У 1989—1991 роках — знову командир ракетного катера.
З 1991 по 1992 рік обіймав посаду начальника штабу дивізіону ракетних катерів, а в 1992—1996 був командиром цього дивізіону.
У 1996—1998 роках обіймав посаду начальника штабу-заступника командира бригади кораблів охорони водного району.
У 1998—2000 роках був начальником штабу-заступником командира бригади надводних кораблів.
Закінчив у 2004 році Військову академію Генерального штабу Збройних сил РФ, у серпні 2004 року призначений заступником командувача Приморської флотилії різнорідних сил Тихоокеанського флоту.
З червня 2005 року став начальником штабу-першим заступником командувача військ і сил на Північному Сході, а з листопада 2006 року обійняв посаду командувача військ і сил на Північному Сході.
З жовтня 2009 року — заступник командувача Північного флоту.
Указом президента Російської Федерації від 15 квітня 2013 призначений командувачем Чорноморського флоту.
Указом президента Росії від 5 травня 2014 командувачу Чорноморського флоту віце-адміралу Олександрові Вітку присвоєно чергове військове звання «адмірал».
У червні 2018 року адмірала Олександра Вітка направлено на нове місце військової служби — в головне командування ВМФ РФ. За деякими повідомленнями, він обійматиме посаду заступника головнокомандувача Військово-морського флоту РФ.
Нагороджений орденом «За військові заслуги», має почесне звання «Заслужений військовий фахівець Російської Федерації».
26 квітня 2016 року у зв'язку з переховуванням Вітка від органів слідства постановою прокурора його оголошено в розшук.. Заочний суд над командувачем Чорноморського флоту РФ Олександром Вітком за звинуваченнями у командуванні збройними силами Російської Федерації, відправленими на окупацію Криму, а також військами Чорноморського флоту РФ під час його окупації розпочався 6 жовтня 2016 року в Дніпровському районному суді міста Києва
13 травня 2023 року, згідно з повідомленням Офісу Генерального прокурора, екскомандувачу Чорноморського флоту РФ, який керував військовими підрозділами під час вторгнення на територію АР Крим, адміралу Олександру Вітку ухвалено вирок за вчинення посягання на територіальну цілісність і недоторканність України, підбурювання до державної зради, диверсію, участь у плануванні, підготовці, розв'язуванні та веденні агресивної війни проти України за попередньою змовою групою осіб (ч. 3 ст. 110 ч. 4 ст. 27 ч. 1 ст. 111, ч. 3 ст. 27 ст. 113, ч. 2 ст. 28 ч. 1, ч. 2 ст. 437 КК України). Йому призначено покарання — 15 років позбавлення волі, також судом задоволено цивільний позов прокурора та зобов'язано стягнути із засудженого на користь України понад трильйон гривень завданих збитків.

## Родина
Одружений, батько двох синів. Старший — офіцер ВМФ РФ.

## Агресія проти Криму

Країни, в яких Олександр Вітко потрапив під санкції

За відомостями Мустафи Джемілєва, 27 лютого 2014 року віце-адмірал Вітко зібрав у Севастополі вищих офіцерів, перед якими, зокрема, сказав: «Ми починаємо війну з Україною». При цьому він наголосив, що зараз Україна Росії нічим протистояти не може і українці стоять на порозі дуже драматичних подій.
2 березня 2014 відвідав Штаб Військово-морських сил України у Севастополі. Візит пов'язували з урегулюванням ситуації з проникненням в українські військові частини з метою їх роззброєння озброєних російських військовиків. Позитивний результат такої зустрічі українське військове джерело у Севастополі ставило під сумнів, оскільки російська сторона своїми спробами повального блокування військових частин у Криму створювала ескалацію напруженості, виступаючи з позиції сили, тоді як українські вояки намагалися не допустити провокацій, які б могли спричинити кровопролиття. Після візиту Вітка почалося пікетування штабу ВМС України приблизно 50-ма активістами орієнтованих на Росію громадських організацій Севастополя.
4 березня 2014 у супроводі голови координаційного комітету з організації Севастопольського міського управління із забезпечення життєдіяльності міста Олексія Чалого наніс черговий візит до штабу українських ВМС, пробувши там лише кілька хвилин. Їхній приїзд і подальший від'їзд оваціями вітали проросійські активісти і члени загонів т. зв. кримської самооборони, які продовжували майже цілодобово блокувати штаб флоту, не дозволяючи військовослужбовцям і співробітникам приходити на службу. Найімовірніше, що метою відвідин було намагання вже вкотре запропонувати командуванню українських ВМС погодитися з пропозицією переходу особового складу флоту на службу у створені кримськими сепаратистами «Військово-морські сили Автономної Республіки Крим».
5 березня 2014 командувач ЧФ РФ Олександр Вітко особисто поставив ультиматум екіпажу корвета ВМС України «Тернопіль» з вимогою здатися російським військовикам. На це командир українського корвета капітан 3-го рангу Максим Ємельяненко йому відповів: «Русские не сдаются!» Наприкінці цього інциденту здивований російський адмірал зауважив своїм підлеглим супровідникам: «Вчіться, як потрібно служити за честь і совість!». Того самого дня Генеральна прокуратура України порушила кримінальну справу проти Олександра Вітка, якому ставиться у провину підбурювання до державної зради та організація диверсій щодо військових України Тиждень потому Міністерство оборони Росії назвало провокацією спробу української влади завести кримінальну справу на командувача Чорноморського флоту Росії..
17 березня 2014 керівники МЗС країн Євросоюзу погодили список офіційних осіб Росії і України, проти яких запроваджено санкції ЄС. До цього списку потрапив і віце-адмірал Олександр Вітко.